# Semibreve
Semibreve é a figura rítmica de maior duração de execução usada atualmente na notação musical padrão e, é a figura usada como referência para a duração do compasso musical no ocidente.
Antigamente também eram usadas as figuras de longa duração: Breve; Longa e; Máxima, que hoje em dia raramente são usadas. A semibreve por ser a figura mais longa em uso, é usada como a referência para a duração  de todas as demais notas,pois quando ela é dividida em duas, quatro, oito, dezesseis, trinta e duas ou em sessenta e quatro partes, obtemos respectivamente a: mínima (2), semínima (4), colcheia (8), semicolcheia (16), fusa (32) e, semifusa (64).
A semibreve é a nota de referência para a duração do compasso. O denominador da fórmula de compasso diz em quantas partes uma semibreve é dividida, indicando a unidade de tempo da música; por exemplo, um compasso 4/4 indica que a semibreve foi dividida em quatro partes e, que a unidade de tempo é a nota com duração de 1/4 da semibreve (ou seja, a semínima).
A semibreve é representada por um círculo vazio sem haste e sua pausa é uma linha grossa que preenche a metade superior do terceiro espaço da pauta (colada à quarta linha).

Uma semibreve e sua pausa